# Monastero di Nea Moni

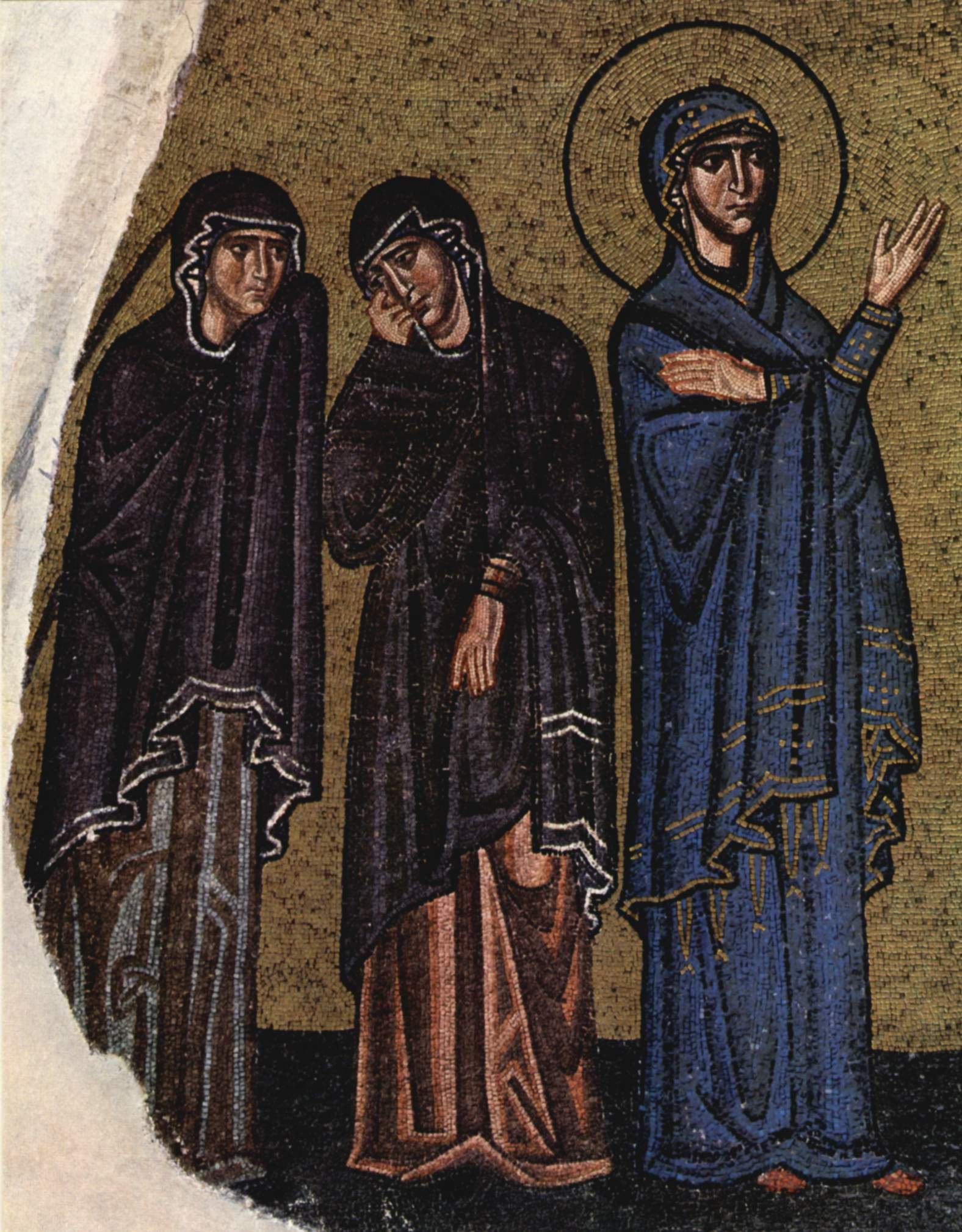
Particolare di un mosaico del monastero di Nea Moni: le tre Marie ai piedi della Croce

Nea Moní (in greco: Νέα Μονή, Nuovo Monastero) è un monastero di epoca bizantina che si trova nell'isola di Chio, in Grecia. Venne costruito nel corso dell'XI secolo e dal 1990 è stato inserito, insieme ai coevi monasteri di Daphni e Ossios Loukas, nell'elenco dei Patrimoni dell'umanità dell'UNESCO. Il monastero è consacrato all'Assunzione della Vergine Maria.
Si trova all'interno dell'isola, sul monte Provateio Oros, a circa 15 km da Chio. È conosciuta per i suoi mosaici che, assieme a quelli del Monastero di Daphni e di Ossios Loukas, sono tra i migliori esempi di arte macedone rinascimentale della Grecia.

## Storia
Il monastero venne costruito a metà dell'XI secolo dall'imperatore bizantino Costantino IX e dalla moglie, l'imperatrice Zoe. Secondo la tradizione venne costruito nel luogo in cui tre monaci, Nikitas, Ioannes e Iosif, trovarono miracolosamente un'icona della Vergine Maria, appesa ad un ramo di mirto. In quel periodo Costantino era in esilio nei pressi di Lesbo, e i monaci lo visitarono parlandogli della visione secondo la quale sarebbe divenuto imperatore. Costantino promise di costruire una chiesa se la previsione si fosse avverata. Infatti, nel 1042, Costantino divenne imperatore, e mantenendo il proprio voto iniziò la costruzione del monastero, dedicato ai Theotokos. La chiesa principale (il katholikon) venne inaugurata nel 1049, ed il complesso venne terminato nel 1055, dopo la morte di Costantino.
Grazie a concessioni terriere, esenzioni fiscali ed altri privilegi, concessi da Costantino e dai successivi imperatori, il monastero prosperò durante il periodo mediobizantino. Accumulò sostanziose ricchezze nei secoli, e divenne uno dei più potenti monasteri del Mar Egeo. Al suo picco, attorno al 1300, copriva un terzo dell'isola di Chio, e si stima che quasi 800 monaci vivessero al suo interno. La successiva dominazione genovese ne ridusse la potenza, ma il monastero continuò a prosperare fino all'era ottomana, quando era direttamente controllato dal Patriarca ecumenico di Costantinopoli, ottenendo una considerevole autonomia. Alla fine del XVI secolo l'esploratore Samuel Purchas disse che conteneva 200 monaci, e che "erano i soli nell'intera Grecia ad avere il diritto di usare le campane". Nel XVII secolo il numero di monaci diminuì ulteriormente, per poi risalire nel secolo successivo. Il patriarca di Gerusalemme, Chrysanthos Notaras, ed il sacerdote francese Fourmont, che visitarono rispettivamente il monastero nel 1725 e nel 1729, citarono il grand numero di monaci, la quantità di reliquie presenti, e la bellezza della chiesa e delle sue decorazioni.
Il declino del monastero iniziò solo dopo la distruzione di Chio per mano degli Ottomani nel 1822, durante la guerra d'indipendenza greca. Il monastero venne saccheggiato, e mai riportato all'antico splendore. Nel 1881 un terremoto ne peggiorò la situazione, portando ad un collasso della cupola della chiesa principale, mentre molti altri edifici, come il campanile del 1512, vennero completamente rasi al suolo. Nel 1952, a causa dell'esiguo numero dei monaci, Nea Moni venne trasformato in convento. Secondo il censimento del 2001, oggi è abitato da tre sole suore.

## Strutture ed architettura
Il complesso del monastero copre un'area di circa 17 000 m², ed è composto dal katholikon, da due piccole chiese (dedicate alla Santa Croce e a San Pantaleone), dalla sala da pranzo ("trapeza"), dalle celle dei monaci ("kelia"), dalla reception o "triklinon" e da una cisterna idrica sotterranea ("kinsterna"). Il complesso è cintato da un muro (quello bizantino originale venne distrutto nel 1822), e nell'angolo nord-orientale si trova una torre difensiva, inizialmente usata come biblioteca. All'esterno delle mura, nei pressi del cimitero dei monaci, si trova una piccola cappella dedicata a San Luca.
Il katholikon è la principale struttura del monastero, dedicato alla dormizione di Maria. È composto dalla chiesa principale, l'esonartece e l'exonartece. La chiesa ha forma ottagonale, di tipo detto "insulare", trovato a Chio e Cipro. Nonostante le tre sezioni siano databili all'XI secolo, la chiesa subì gravi danni nel 1822 e nel 1881, con il risultato che la struttura odierna, ricostruita, ha una forma differente da quella originale. Il campanile venne eretto nel 1512. Le spoglie dei tre fondatori erano un tempo conservate nell'exonartece, ma vennero distrutte durante il saccheggio del 1822.
Oltre al katholikon, gli unici altri edifici dell'XI secolo sono le torri parzialmente in rovina, la cappella di San Luca, la cisterna e parti del trapeza. Le celle, molte delle quali si trovano in pessime condizioni, risalgono al periodo veneziano e genovese. Un piccolo museo aperto nel 1992 si trova nell'angolo nord-occidentale del katholikon, in una cella restaurata. Gli artefatti esibiti risalgono all'ultima parte del XIX secolo.

## I mosaici
Ma l'aspetto artistico per cui il katholikon è ricordato è soprattutto l'alto esito delle sue decorazioni musive, risalenti alla metà dell'XI secolo e tradizionalmente esemplificative di uno degli stili più rappresentativi della tarda età macedone. La disposizione dei soggetti segue lo schema generale bizantino, con il Pantocrator sulla cupola (perduto), attorniato nei pennacchi dai quattro Evangelisti, la Theotókos sul catino absidale, gli arcangeli Michele e Raffaele sulla absidi laterali, scene delle Grandi Feste o Dodekaorton) nel naos e della Passione del Cristo nell'endonartece e sulle pareti del bema. Immagini di santi percorrono anche i due narteci.
Lo stile di questi mosaici, con figure eleganti, colori accesi, un equilibrio espressivo che sarà superato solo dai mosaici di Daphnì, linee di contorno nere, uso della mezzatinta, crisografie, linearismo grafico, è di chiara ascendenza costantinopolitana – si pensi al mosaico con Costantino IX Monomaco e Irene nella tribuna sud di Santa Sofia a Costantinopoli – e si segnala per la "dispiegata monumentalità", l'espressività dei volti e lo slancio delle figure. Un linguaggio musivo nella cui scia si pone in gran parte quello dei mosaici siciliani di Monreale, Palermo e Cefalù, oltre a quello della seconda campagna musiva di San Marco a Venezia (cupole dell'Ascensione, Pentecoste, Emanuele e storie del Cristo).

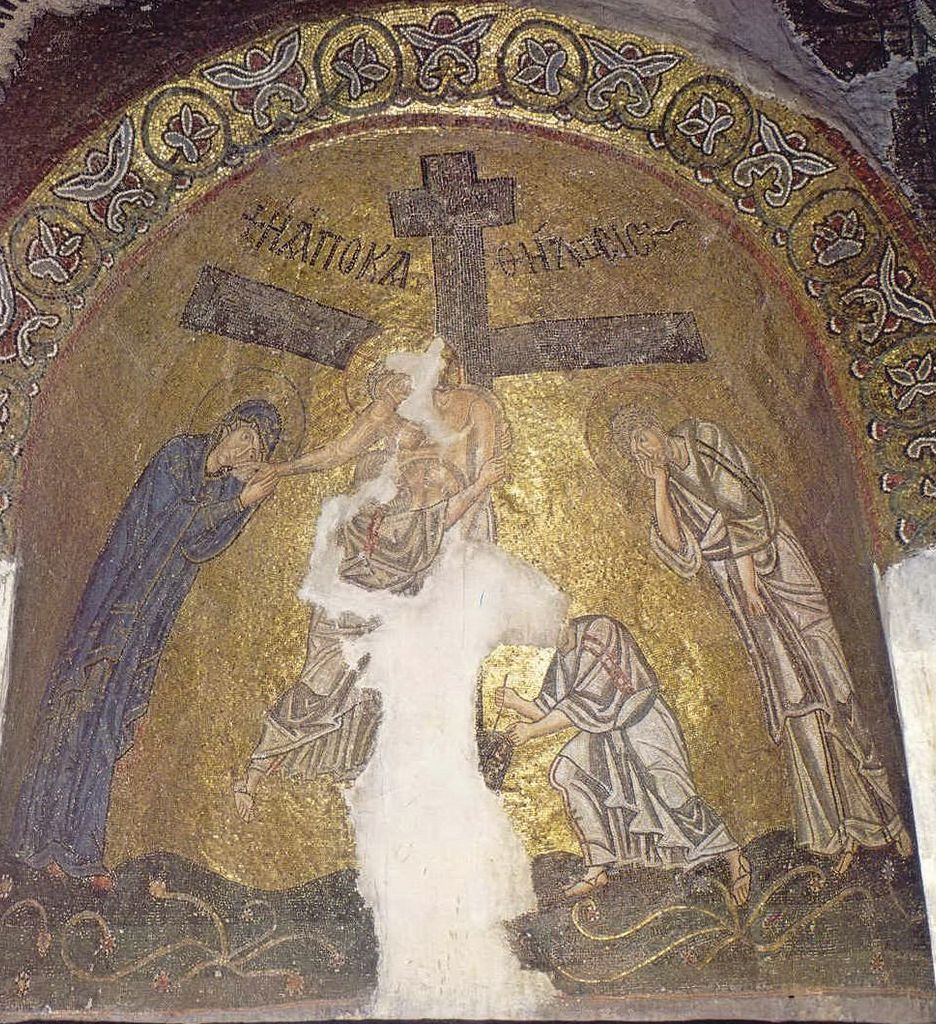
La deposizione di Cristo
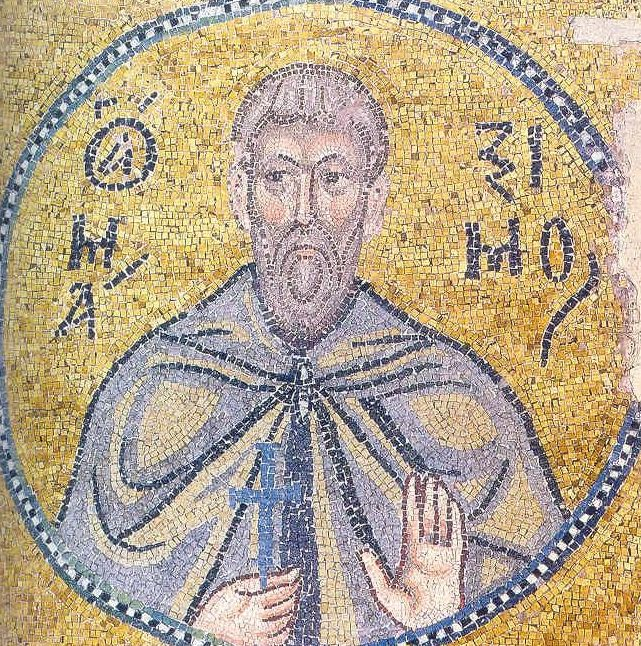
San Massimo
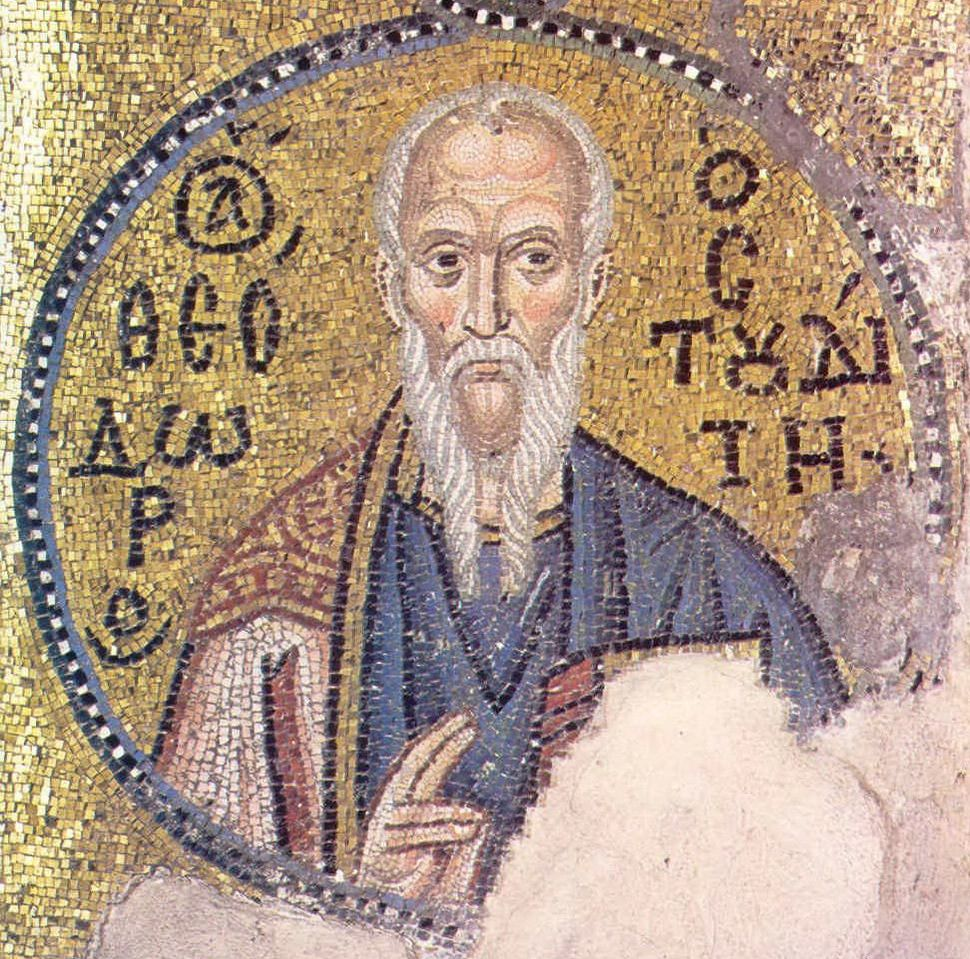
San Teodoro Studita
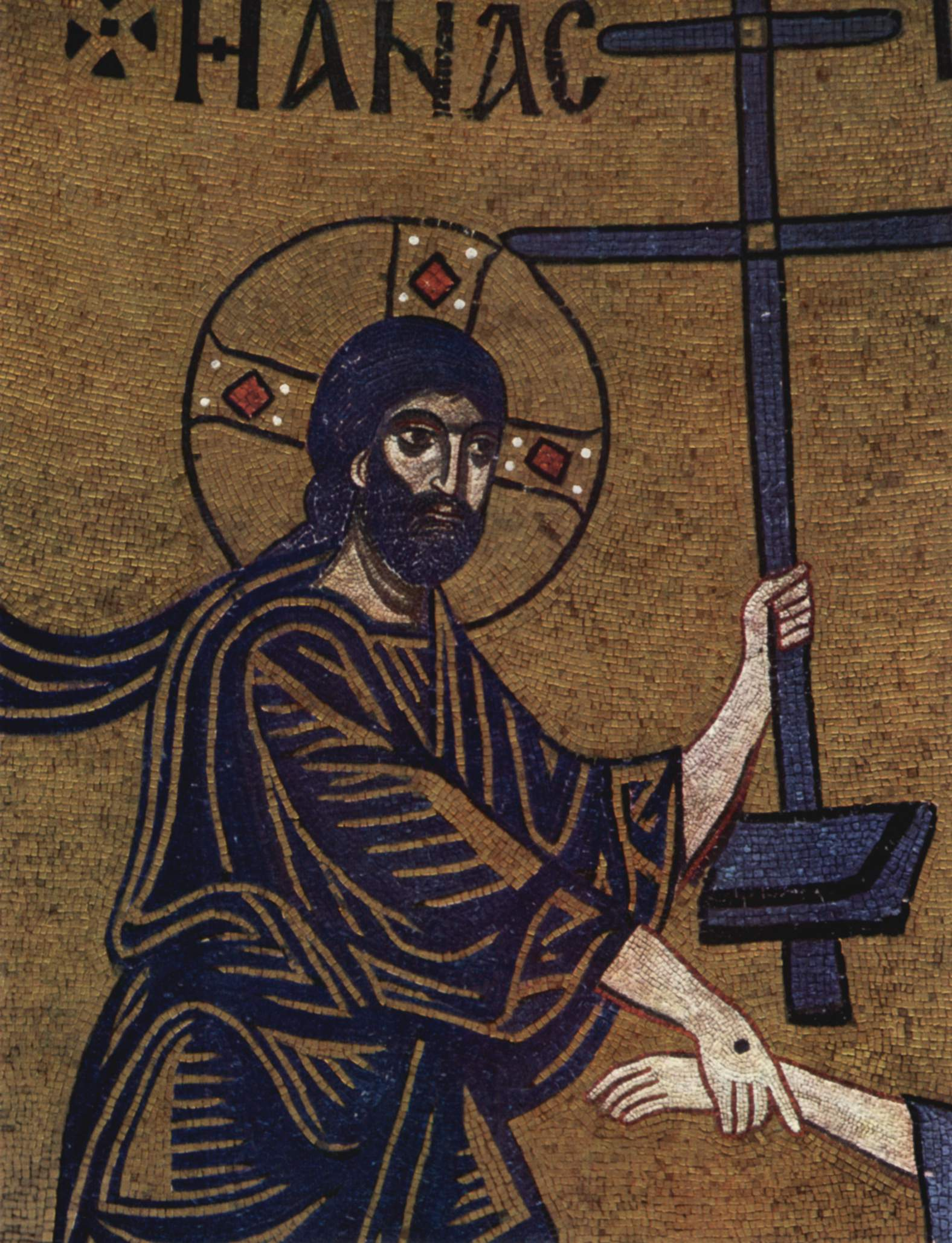
Viaggio nell'Oltretomba di Cristo, Dettaglio: Cristo